# Leucoencéfalomalacia equina
La leucoencéfalomalacia equina es una enfermedad micotóxica del sistema nervioso central (SNC)  que afecta a caballos, mulas, y burros. Esta patología se presenta esporádicamente en Norte y Sudamérica, Sudáfrica, Europa, y China.

## Origen de la enfermedad
El origen de la enfermedad está relacionada con la alimentación del maíz infectado con mohos, por lo general durante un período de varias semanas. Las fumonisinas son producidas  principalmente por Fusarium moniliforme y F. proliferatum. Las condiciones que favorecen la producción de fumonisina parecen incluir un período de sequía durante la época de cultivos con condiciones óptimas, húmedas subsecuentes durante la formación del grano y polinización. Tres toxinas producidas por los hongos han sido clasificadas como fumonisina B1 (FB1), B2 (FB2), y B3 (FB3). Pruebas corrientes sugieren que FB1 y FB2 son de toxicidad similar, mientras que FB3 es relativamente no tóxica. Los efectos sobre la salud principales son observados en équidos y cerdos.

## Manifestaciones clínicas
Los signos en équidos incluyen apatía, somnolencia, parálisis de la faringe, ceguera,movimiento de rodeo, asombro, postración. El curso clínico es por lo general 1-2 días, pero puede ser de pocas horas o de varias semanas. La ictericia puede estar presente si el hígado está implicado. La lesión característica es la necrosis liquefactiva de la materia blanca del cerebro. La necrosis es por lo general unilateral, pero puede ser asimétricamente bilateral. Algunos caballos pueden tener necrosis hepática similar a la observada en aflatoxicosis.
Los caballos pueden desarrollar la leucoencéfalomalacia tras la exposición prolongada a dosis tan pequeñas como 8-10 ppm de fumonisinas en la dieta.